# シャルル・ジョンゲン
シャルル・ジョンゲン（Charles Jongen, 1937年10月17日 - ）は、ベルギーのヴァイオリン奏者。
リエージュの生まれ。地元の音楽院でアンリ・コック、パリ音楽院でルネ・ベネデッティ、オランダでヘルマン・クレバースの各氏にヴァイオリンを学んだ。1961年のミュンヘン国際音楽コンクールのヴァイオリン部門と1963年のエリザベート王妃国際音楽コンクールのヴァイオリン部門でセミ・ファイナルまで残り、エリザベート王妃国際音楽コンクールに出場した同じ年にヴェルヴィエからヴュータン賞を贈られた。1968年にリンブルフ交響楽団のコンサートマスターになり、1969年にリエージュ交響楽団のヴァイオリン奏者として加わった。さらに、師のコックが創設したソリスト・ド・リエージュにもコンサートマスターとして参加し、アンリ＝エマニュエル・コックの主宰するリエージュ市四重奏団のメンバーも務めた。

## 註
1. ↑  “Charles Jongen”. 2019年2月8日時点のオリジナルよりアーカイブ。2017年2月26日閲覧。
2. ↑  シャルル・ジョンゲン - Discogs（英語）
3. ↑  シャルル・ジョンゲン - オールミュージック

| スタブアイコン | サブスタブ | この項目は、まだ閲覧者の調べものの参照としては役立たない、人物に関連した書きかけの項目です。この項目を加筆・訂正などしてくださる協力者を求めています（P:人物伝/PJ:人物伝）。 |